# تندالن
تندالن (به سوئدی: Tänndalen) یک منطقهٔ مسکونی در سوئد است که در بخش هریدالن واقع شده‌است. تندالن ۶۶ نفر جمعیت دارد.